# Simaetha chelicerata
Simaetha chelicerata är en spindelart som beskrevs av Kálmán Szombathy 1915. Simaetha chelicerata ingår i släktet Simaetha och familjen hoppspindlar. Inga underarter finns listade i Catalogue of Life.